# بطولة العالم تحت 16 سنة لكرة القدم 1989
بطولة العالم تحت 16 سنة لكرة القدم 1989 هي النسخة الثالثة من المسابقة وأقيمت في مدن غلاسغو، و‍إدنبرة، و‍ماذرويل، و‍أبردين، و‍دندي الاسكتلندية في الفترة بين 10 يونيو و24 يونيو 1989. كان بإمكان اللاعبين الذي ولدوا بعد 1 أغسطس 1972 المشاركة في المسابقة. توج بالبطولة منتخب السعودية.

## المنتخبات المتأهلة
أفريقيا (مسابقة أفريقيا التأهيلية تحت 16 سنة 1989)
- غانا
- غينيا
- نيجيريا

آسيا (بطولة آسيا تحت 16 سنة لكرة القدم 1988)
- البحرين
- الصين
- السعودية

أوروبا (بطولة أوروبا تحت 16 سنة لكرة القدم 1989)
- ألمانيا الشرقية
- البرتغال

أمريكيا الشمالية (بطولة كونكاكاف تحت 16 سنة لكرة القدم 1988)
- كندا
- كوبا
- الولايات المتحدة

أمريكا الجنوبية (بطولة أمريكا الجنوبية تحت 16 سنة لكرة القدم 1988)
- الأرجنتين
- البرازيل
- كولومبيا

أوقيانوسيا (مسابقة أوقيانوسيا التأهيلية تحت 16 سنة 1989)
- أستراليا

البلد المضيف تأهل مباشر
- إسكتلندا

## التشكيلات
للاطلاع على قائمة مكتملة عن تشكيلات البطولة، انظر تشكيلات بطولة العالم تحت 16 سنة لكرة القدم 1989.

## الحكام
| آسيا - محمد رياحي - محمد نور جعفر - كيل كي-تشول - آريه فروست أفريقيا - محمد حافظ - حافظ علي طاهر - دودجي ماووك هوناك-كواسي كوناكاف - ديفيد بروميت - خوان بابلو إسكوبار - آرلينغتون ساكسس | أمريكا الجنوبية - ريكاردو كالابريا - لويس فيليكس فيريرا - أرماندو بيريز هويوس أوروبا - جان-ماري لارتيغو - بيتر ميكلسن - جورج سميث - فيلاند تسيلر أوقيانوسيا - غاري فليت |

## المباريات

### المجموعة أ
| فريق     | لعب | ف | ت | خ | له | عليه | ف.أ | نقاط |
| -------- | --- | - | - | - | -- | ---- | --- | ---- |
| البحرين  | 3   | 2 | 1 | 0 | 5  | 1    | +4  | 5    |
| إسكتلندا | 3   | 1 | 2 | 0 | 4  | 1    | +3  | 4    |
| غانا     | 3   | 0 | 2 | 1 | 2  | 3    | −1  | 2    |
| كوبا     | 3   | 0 | 1 | 2 | 2  | 8    | −6  | 1    |

| إسكتلندا | 0–0     | غانا |
| -------- | ------- | ---- |
|          | (تقرير) |      |

| كوبا | 0–3     | البحرين                                         |
| ---- | ------- | ----------------------------------------------- |
|      | (تقرير) | خالد جاسم 40' (ركلة.)، 52' (ركلة.)، 76' (ركلة.) |

| إسكتلندا                                   | 3–0     | كوبا |
| ------------------------------------------ | ------- | ---- |
| جون ليندزي 30' · كيفين ماكغولدريك 32'، 39' | (تقرير) |      |

| غانا | 0–1     | البحرين         |
| ---- | ------- | --------------- |
|      | (تقرير) | حسن إبراهيم 42' |

| إسكتلندا     | 1–1     | البحرين             |
| ------------ | ------- | ------------------- |
| جيمس بيتي 2' | (تقرير) | محمد عبد العزيز 33' |

| كوبا                                    | 2–2     | غانا                              |
| --------------------------------------- | ------- | --------------------------------- |
| غيوسماني زيرغيرا 9' · برناردو روسيت 24' | (تقرير) | برنارد آريي 22' · إسحاق أساري 72' |

### المجموعة ب
| فريق             | لعب | ف | ت | خ | له | عليه | ف.أ | نقاط |
| ---------------- | --- | - | - | - | -- | ---- | --- | ---- |
| ألمانيا الشرقية  | 3   | 2 | 0 | 1 | 7  | 4    | +3  | 4    |
| البرازيل         | 3   | 2 | 0 | 1 | 5  | 3    | +2  | 4    |
| الولايات المتحدة | 3   | 1 | 1 | 1 | 5  | 7    | −2  | 3    |
| أستراليا         | 3   | 0 | 1 | 2 | 3  | 6    | −3  | 1    |

| ألمانيا الشرقية | 1–0     | أستراليا |
| --------------- | ------- | -------- |
| سفين مانكي 51'  | (تقرير) |          |

| الولايات المتحدة | 1–0     | البرازيل |
| ---------------- | ------- | -------- |
| عماد بابا 37'    | (تقرير) |          |

| ألمانيا الشرقية                                                       | 5–2     | الولايات المتحدة               |
| --------------------------------------------------------------------- | ------- | ------------------------------ |
| تورالف كونيتسكي 7'، 33' · فرانك سايفرت 12'، 31' · رينيه ريدليفيتش 45' | (تقرير) | نضال بابا 36' · أنتوني وود 76' |

| أستراليا        | 1–3     | البرازيل                            |
| --------------- | ------- | ----------------------------------- |
| ستيف كوريكا 50' | (تقرير) | روبرتو كارلوس 11'، 34' · مارسيو 36' |

| ألمانيا الشرقية | 1–2     | البرازيل             |
| --------------- | ------- | -------------------- |
| دانييل كنوت 29' | (تقرير) | مارسيو 4' · فريد 70' |

| أستراليا                          | 2–2     | الولايات المتحدة                |
| --------------------------------- | ------- | ------------------------------- |
| أنتوني بانغالو 71' · جف سوزور 73' | (تقرير) | أنتوني وود 6' · تود هاسكينز 70' |

### المجموعة ج
| فريق      | لعب | ف | ت | خ | له | عليه | ف.أ | نقاط |
| --------- | --- | - | - | - | -- | ---- | --- | ---- |
| نيجيريا   | 3   | 2 | 1 | 0 | 7  | 0    | +7  | 5    |
| الأرجنتين | 3   | 1 | 2 | 0 | 4  | 1    | +3  | 4    |
| الصين     | 3   | 1 | 1 | 1 | 1  | 3    | −2  | 3    |
| كندا      | 3   | 0 | 0 | 3 | 1  | 9    | −8  | 0    |

| الأرجنتين | 0–0     | الصين |
| --------- | ------- | ----- |
|           | (تقرير) |       |

| نيجيريا                                                                | 4–0     | كندا |
| ---------------------------------------------------------------------- | ------- | ---- |
| كايودي كيشيرو 27'، 75' · باباجيدي أوغونتوناسي 56' · فيكتور إيكبيبا 78' | (تقرير) |      |

| الأرجنتين | 0–0     | نيجيريا |
| --------- | ------- | ------- |
|           | (تقرير) |         |

| الصين        | 1–0     | كندا |
| ------------ | ------- | ---- |
| غاو فينغ 34' | (تقرير) |      |

| الأرجنتين                                                                 | 4–1     | كندا                   |
| ------------------------------------------------------------------------- | ------- | ---------------------- |
| كلاوديو باريس 9' · كاسترو 38' · دييغو كاستانيو 40' · غابرييل داسكانيو 74' | (تقرير) | لويس ميديرو 19' (ه.ذ.) |

| الصين | 0–3     | نيجيريا                                                     |
| ----- | ------- | ----------------------------------------------------------- |
|       | (تقرير) | أولوسيغون فيتوغا 12' · فيكتور إيكبيبا 22' · ساني أومورو 39' |

### المجموعة د
| فريق     | لعب | ف | ت | خ | له | عليه | ف.أ | نقاط |
| -------- | --- | - | - | - | -- | ---- | --- | ---- |
| البرتغال | 3   | 1 | 2 | 0 | 6  | 5    | +1  | 4    |
| السعودية | 3   | 1 | 2 | 0 | 5  | 4    | +1  | 4    |
| غينيا    | 3   | 0 | 3 | 0 | 4  | 4    | 0   | 3    |
| كولومبيا | 3   | 0 | 1 | 2 | 3  | 5    | −2  | 1    |

| غينيا           | 1–1     | كولومبيا                   |
| --------------- | ------- | -------------------------- |
| فوديه كامارا 2' | (تقرير) | موديستو غايباو 60' (ركلة.) |

| السعودية                | 2–2     | البرتغال                              |
| ----------------------- | ------- | ------------------------------------- |
| جبرتي الشمراني 60'، 80' | (تقرير) | لويس فيغو 17' (ركلة.) · غيل غوميز 23' |

| غينيا                                | 2–2     | السعودية                                  |
| ------------------------------------ | ------- | ----------------------------------------- |
| سليمان أولاري 56' · فوديه كامارا 62' | (تقرير) | موري فوفانا 52' (ه.ذ.) · خالد الرويحي 71' |

| كولومبيا                              | 2–3     | البرتغال                                             |
| ------------------------------------- | ------- | ---------------------------------------------------- |
| كارلوس مورينو 27' · ألفريدو نييتو 79' | (تقرير) | عمر كانياتي 2' (ه.ذ.) · غيل غوميز 44' · أدالبرتو 78' |

| غينيا            | 1–1     | البرتغال          |
| ---------------- | ------- | ----------------- |
| فوديه كامارا 24' | (تقرير) | سرجيو لورينسو 80' |

| كولومبيا | 0–1     | السعودية         |
| -------- | ------- | ---------------- |
|          | (تقرير) | خالد الرويحي 80' |

## مرحلة خروج المغلوب
|  | ربع النهائي        | ربع النهائي       |                    |          | نصف النهائي   | نصف النهائي   |  |  | النهائي           | النهائي |
|  |                    |                   |                    |          |               |               |  |  |                   |         |
|  | 17 يونيو - ماذرويل |                   |                    |          |               |               |  |  |                   |         |
|  |                    |                   |                    |          |               |               |  |  |                   |         |
|  | البحرين (ج.)       | 0 (4)             |                    |          |               |               |  |  |                   |         |
|  | البحرين (ج.)       | 0 (4)             | 20 يونيو - ماذرويل |          |               |               |  |  |                   |         |
|  | البرازيل           | 0 (1)             |                    |          |               |               |  |  |                   |         |
|  | البرازيل           | 0 (1)             | البحرين            | 0        |               |               |  |  |                   |         |
|  | 17 يونيو - دندي    |                   | البحرين            | 0        |               |               |  |  |                   |         |
|  |                    | السعودية          | 1                  |          |               |               |  |  |                   |         |
|  | نيجيريا            | السعودية          | 1                  | 0 (0)    |               |               |  |  |                   |         |
|  | نيجيريا            |                   | 24 يونيو - غلاسغو  | 0 (0)    |               |               |  |  |                   |         |
|  | السعودية (ج.)      | 0 (2)             |                    |          |               |               |  |  |                   |         |
|  | السعودية (ج.)      | 0 (2)             | السعودية (ج.)      | 2 (5)    |               |               |  |  |                   |         |
|  | 17 يونيو - أبردين  |                   | السعودية (ج.)      | 2 (5)    |               |               |  |  |                   |         |
|  |                    | إسكتلندا          | 2 (4)              |          |               |               |  |  |                   |         |
|  | ألمانيا الشرقية    | إسكتلندا          | 2 (4)              | 0        |               |               |  |  |                   |         |
|  | ألمانيا الشرقية    | 20 يونيو - إدنبرة |                    | 0        |               |               |  |  |                   |         |
|  | إسكتلندا           | 1                 |                    |          |               |               |  |  |                   |         |
|  | إسكتلندا           | 1                 | البرتغال           | 0        | المركز الثالث | المركز الثالث |  |  |                   |         |
|  | 17 يونيو - إدنبرة  |                   | البرتغال           | 0        | المركز الثالث | المركز الثالث |  |  |                   |         |
|  |                    | إسكتلندا          | 1                  |          |               |               |  |  |                   |         |
|  | البرتغال           | إسكتلندا          | 1                  | 2        | البحرين       | 0             |  |  |                   |         |
|  | البرتغال           |                   |                    | 2        | البحرين       | 0             |  |  |                   |         |
|  | الأرجنتين          | 1                 |                    | البرتغال | 3             |               |  |  |                   |         |
|  | الأرجنتين          | 1                 |                    |          | 3             |               |  |  |                   |         |
|  |                    |                   |                    |          |               |               |  |  | 23 يونيو - إدنبرة |         |
|  |                    |                   |                    |          |               |               |  |  |                   |         |

### ربع النهائي
| البحرين                                          | 0–0 (ب.و.إ.) | البرازيل              |
| ------------------------------------------------ | ------------ | --------------------- |
|                                                  | (تقرير)      |                       |
| ركلات الترجيح                                    |              |                       |
| حسن حبيب · عادل حسن · يوسف علي · محمد عبد العزيز | 4–1          | أندري · فريد · مارسيو |

| ألمانيا الشرقية | 0–1     | إسكتلندا   |
| --------------- | ------- | ---------- |
|                 | (تقرير) | ليندزي 80' |

| نيجيريا                                                          | 0–0 (ب.و.إ.) | السعودية                                                     |
| ---------------------------------------------------------------- | ------------ | ------------------------------------------------------------ |
|                                                                  | (تقرير)      |                                                              |
| ركلات الترجيح                                                    |              |                                                              |
| بوبولاييفا إيدون · ساني أومورو · باتريك مانتشا · تشييدو أنازونوو | 0–2          | سعود الحمالي · عدنان عبد الشكور · جبرتي الشمراني · سالم سرور |

| البرتغال                   | 2–1     | الأرجنتين           |
| -------------------------- | ------- | ------------------- |
| لويس فيغو 23' · توليبا 46' | (تقرير) | ليوناردو سيلينزو 8' |

### نصف النهائي
| البحرين | 0–1     | السعودية         |
| ------- | ------- | ---------------- |
|         | (تقرير) | خالد الرويحي 47' |

| البرتغال | 0–1     | إسكتلندا         |
| -------- | ------- | ---------------- |
|          | (تقرير) | برايان أونيل 54' |

### مباراة المركز الثالث
| البحرين | 0–3     | البرتغال                        |
| ------- | ------- | ------------------------------- |
|         | (تقرير) | توليبا 24'، 64' · غيل غوميز 52' |

### النهائي
| السعودية                                                                                  | 2–2 (ب.و.إ.) | إسكتلندا                                                                        |
| ----------------------------------------------------------------------------------------- | ------------ | ------------------------------------------------------------------------------- |
| سليمان الرشودي 49' · وليد الطرير 65'                                                      | (تقرير)      | إيان داوني 7' · بول ديكوف 25'                                                   |
| ركلات الترجيح                                                                             |              |                                                                                 |
| سعود الحمالي · منصور الموسى · جبرتي الشمراني · عبد الله الثنيان · وليد الطرير · سالم سرور | 5–4          | بول ديكوف · غاري بولان · أندرو ماكلارن · كيفين بين · سكوت مارشال · برايان أونيل |

## البطل
| بطل بطولة العالم تحت 16 سنة لكرة القدم 1989 |
| ------------------------------------------- |
| · السعودية · للمرة الأولى                   |

## مسجلي الأهداف
نال فوديه كامارا لاعب غينيا جائزة الحذاء الذهبي بتسجيله ثلاثة أهداف. سجل 77 هدفاً في المجمل عن طريق 55 لاعب مختلف، بما فيها ثلاثة أهداف سجلت بالخطأ.
3 أهداف
- خالد جاسم
- فوديه كامارا
- غيل غوميز
- توليبا
- خالد الرويحي

هدفين
| - مارسيو - روبرتو كارلوس - فرانك سايفرت - تورالف كونيتسكي | - كايودي كيشيرو - فيكتور إيكبيبا - لويس فيغو - جون ليندزي | - كيفين ماكغولدريك - جبرتي الشمراني - أنتوني وود |

هدف
| - كلاوديو باريس - دييغو كاستانيو - غابرييل داسكانيو - خوسيه كاسترو - ليوناردو سيلينزو - أنتوني بانغالو - جف سوزور - ستيف كوريكا - حسن إبراهيم - محمد عبد العزيز - فريد - غاو فينغ - ألفريدو نييتو | - كارلوس مورينو - موديستو غايباو - برناردو روسيت - غيوسماني زيرغيرا - دانييل كنوت - رينيه ريدليفيتش - سفين مانكي - برنارد آريي - إسحاق أساري - سليمان أولاري - باباجيدي أوغونتوناسي - أولوسيغون فيتوغا | - ساني أومورو - أدالبرتو - سرجيو لورينسو - سليمان الرشودي - وليد الطرير - برايان أونيل - إيان داوني - جيمس بيتي - بول ديكوف - تود هاسكينز - عماد بابا - نضال بابا |

هدف ذاتي
- لويس ميديرو (لعب ضد كندا)
- عمر كانياتي (لعب ضد البرتغال)
- موري فوفانا (لعب ضد السعودية)

## الترتيب النهائي
| رتبة                      | فريق             | لعب | ف | ت | خ | له | عليه | ف.أ | نقاط |
| ------------------------- | ---------------- | --- | - | - | - | -- | ---- | --- | ---- |
| 1                         | السعودية         | 6   | 2 | 4 | 0 | 8  | 6    | +2  | 8    |
| 2                         | إسكتلندا         | 6   | 3 | 3 | 0 | 8  | 3    | +5  | 9    |
| 3                         | البرتغال         | 6   | 3 | 2 | 1 | 11 | 7    | +4  | 8    |
| 4                         | البحرين          | 6   | 2 | 2 | 2 | 5  | 5    | 0   | 6    |
| الخروج من ربع النهائي     |                  |     |   |   |   |    |      |     |      |
| 5                         | نيجيريا          | 4   | 2 | 2 | 0 | 7  | 0    | +7  | 6    |
| 6                         | البرازيل         | 4   | 2 | 1 | 1 | 5  | 3    | +2  | 5    |
| 7                         | ألمانيا الشرقية  | 4   | 2 | 0 | 2 | 7  | 5    | +2  | 4    |
| 8                         | الأرجنتين        | 4   | 1 | 2 | 1 | 5  | 3    | +2  | 4    |
| الخروج من مرحلة المجموعات |                  |     |   |   |   |    |      |     |      |
| 9                         | الولايات المتحدة | 3   | 1 | 1 | 1 | 5  | 7    | –2  | 3    |
| 10                        | الصين            | 3   | 1 | 1 | 1 | 1  | 3    | –2  | 3    |
| 11                        | غينيا            | 3   | 0 | 3 | 0 | 4  | 4    | 0   | 3    |
| 12                        | غانا             | 3   | 0 | 2 | 1 | 2  | 3    | –1  | 2    |
| 13                        | كولومبيا         | 3   | 0 | 1 | 2 | 3  | 5    | –2  | 1    |
| 14                        | أستراليا         | 3   | 0 | 1 | 2 | 3  | 6    | –3  | 1    |
| 15                        | كوبا             | 3   | 0 | 1 | 2 | 2  | 8    | –6  | 1    |
| 16                        | كندا             | 3   | 0 | 0 | 3 | 1  | 9    | –8  | 0    |

## روابط خارجية
- FIFA U-16 World Championship Scotland 1989، FIFA.com
- تقرير فيفا التقني (الجزء 1)، (الجزء 2) و (الجزء 3)
- Scottish Football Association: U16 World Cup Squad of 1989 Reunite